# Prachatice (distrikt)
Prachatice (tjeckiska: okres Prachatice) är ett distrikt i Tjeckien. Det ligger i regionen Södra Böhmen, i den sydvästra delen av landet, 130 km söder om huvudstaden Prag. Antalet invånare är 51 518. Arean är 1 375 kvadratkilometer. Distriktet Prachatice gränsar till Freyung-Grafenau.
Terrängen i distriktet Prachatice är kuperad.
Distriktet Prachatice delas in i:
- Záblatí
- Hracholusky
- Vrbice
- Stachy
- Zbytiny
- Zdíkov
- Nové Hutě
- Zábrdí
- Zálezly
- Bohumilice
- Lipovice
- Drslavice
- Strunkovice nad Blanicí
- Prachatice
- Újezdec
- Čkyně
- Šumavské Hoštice
- Želnava
- Žernovice
- Žárovná
- Volary
- Buk
- Lužice
- Stožec
- Dvory
- Olšovice
- Křišťanov
- Babice
- Bohunice
- Borová Lada
- Bošice
- Budkov
- Bušanovice
- Dub
- Tvrzice
- Těšovice
- Kvilda
- Lčovice
- Vimperk
- Chlumany
- Chroboly
- Chvalovice
- Vlachovo Březí
- Horní Vltavice
- Vitějovice
- Netolice
- Husinec
- Svatá Maří
- Lenora
- Kratušín
- Ktiš
- Kubova Huť
- Lažiště
- Nová Pec
- Lhenice
- Mahouš
- Malovice
- Vacov
- Němčice
- Radhostice
- Mičovice
- Nebahovy
- Nicov
- Pěčnov
- Strážný

Följande samhällen finns i distriktet Prachatice:
- Vimperk
- Volary
- Zdíkov
- Strunkovice nad Blanicí
- Stachy
- Nová Pec
- Sedlec
- Borová Lada
- Kvilda